# Бейт-Ариэла
Библиотека Шаар Цион Бейт Ариэла — центральная городская публичная библиотека города Тель-Авив — Яффо. Библиотека была основана в 1886 году в Яффо по инициативе общественной еврейской организации «Эзрат Исраэль» (буквально: «Помощь Израиля»), которая в своё время содействовала созданию первой еврейской больницы в Яффо, а также была инициатором строительства квартала Неве-Цедек. Тогда библиотека получила название «Книжная коллекция». В 1891 году несколько других сионистских движений, таких как: «Ховевей Цион» («Любящие Сион»), «Бней Брит» («Сыновья Завета») и «Бней Моше» («Сыновья Моисея») — объединились в поддержке библиотеки, и с тех пор она получила название «Шаар Цион», что в переводе на русский означает: «Врата Сиона».
В 1922 году городской совет Тель-Авива придал библиотеке статус городской. В период с 1921 по 1936 годы библиотека располагалась в здании Полак на пересечении улиц Герцль и Ахад ха-Ам, а позже переехала в здание Зеева Глоскина на улице Монтефиори. В начале 1960-х годов, после сноса здания гимназии Герцлия здание библиотеки было разрушено, и она временно заняла помещения на улице Шауль ха-Мелех, неподалёку от места, предназначенного для строительства нового библиотечного здания.
В 1977 году библиотека переехала в новое здание, где она функционирует и по сей день, координируя работу двадцати двух своих филиалов. Здание получило название Бейт Ариэла (Дом Ариэлы) в честь Ариэлы Гитер, дочери бизнесмена, который пожертвовал крупную сумму денег на строительство здания.
К услугам читателей в библиотеке существуют абонемент, читальный зал и восемь специализированных отделов. Фонды библиотеки Шаар Цион Бейт Ариэла насчитывают более полумиллиона книг на различных языках (иврите, английском, русском, французском). Один из южных филиалов библиотечной системы располагает богатой коллекцией книг на арабском языке. Библиотека предоставляет своим читателям доступ к онлайновым базам данных по различным областям знаний (на иврите и английском языках); читатели, имеющие библиотечный абонемент, могут пользоваться этими данными со своих персональных компьютеров.
Количество читателей, регулярно пользующихся услугами абонемента, составило в 2024 году 59,376 читателей. А количество читателей, регулярно посещающих филиалы библиотеки, достигло в 2018 году 37 201.  
Пользование библиотекой бесплатно для жителей Тель-Авива — Яффо.

Библиотечные залы
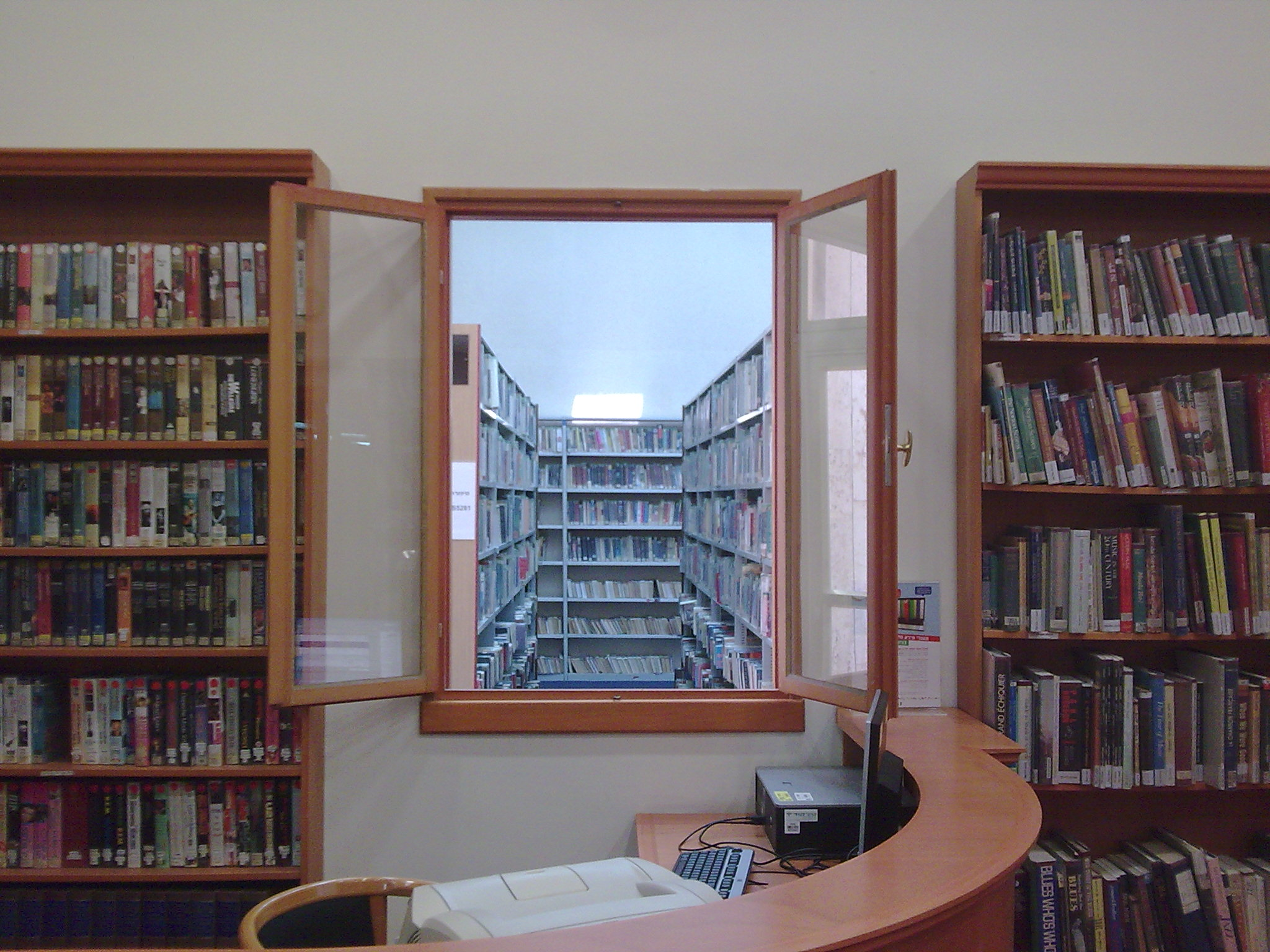
Музыкальная библиотека
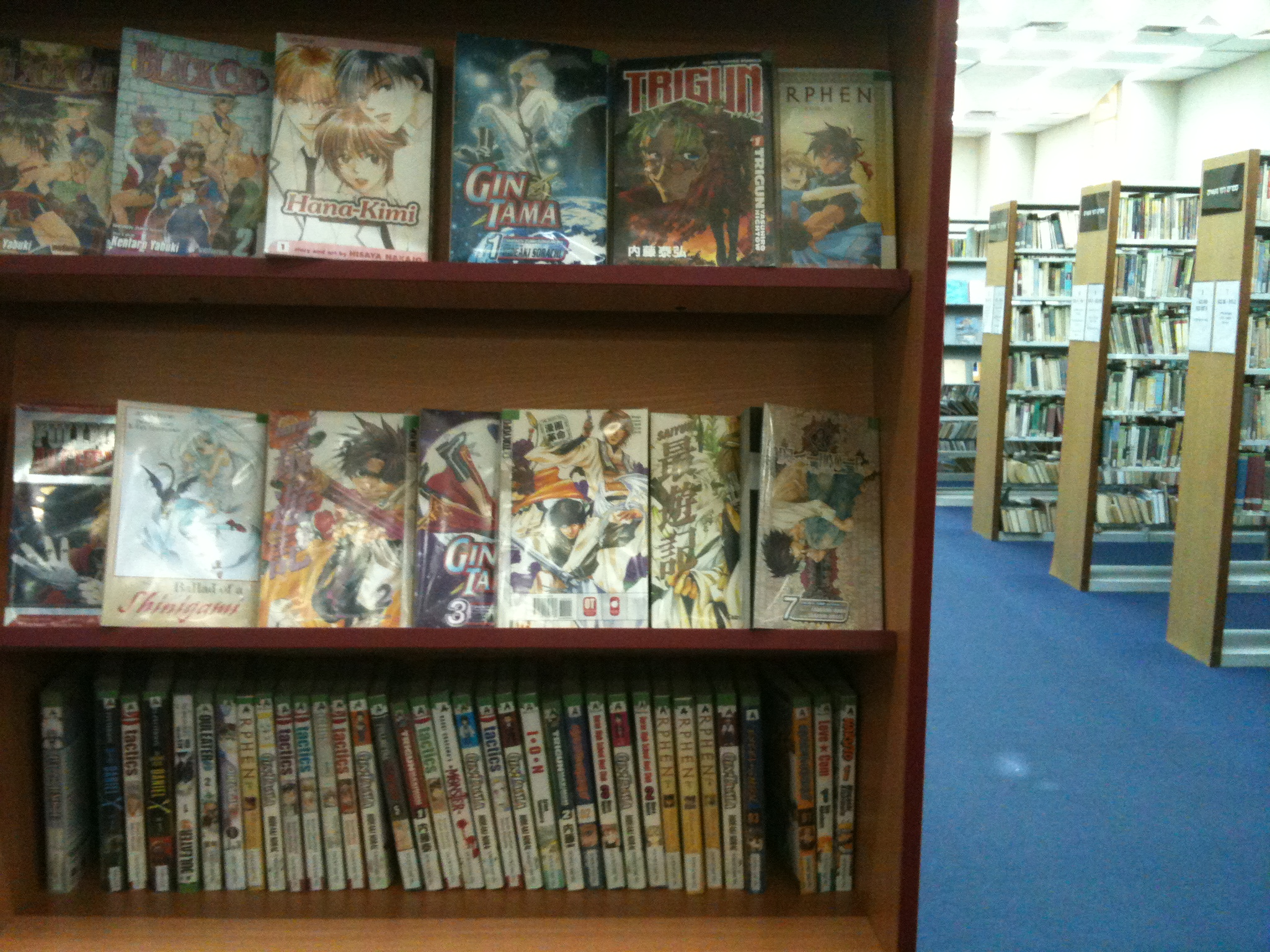
Абонементный зал
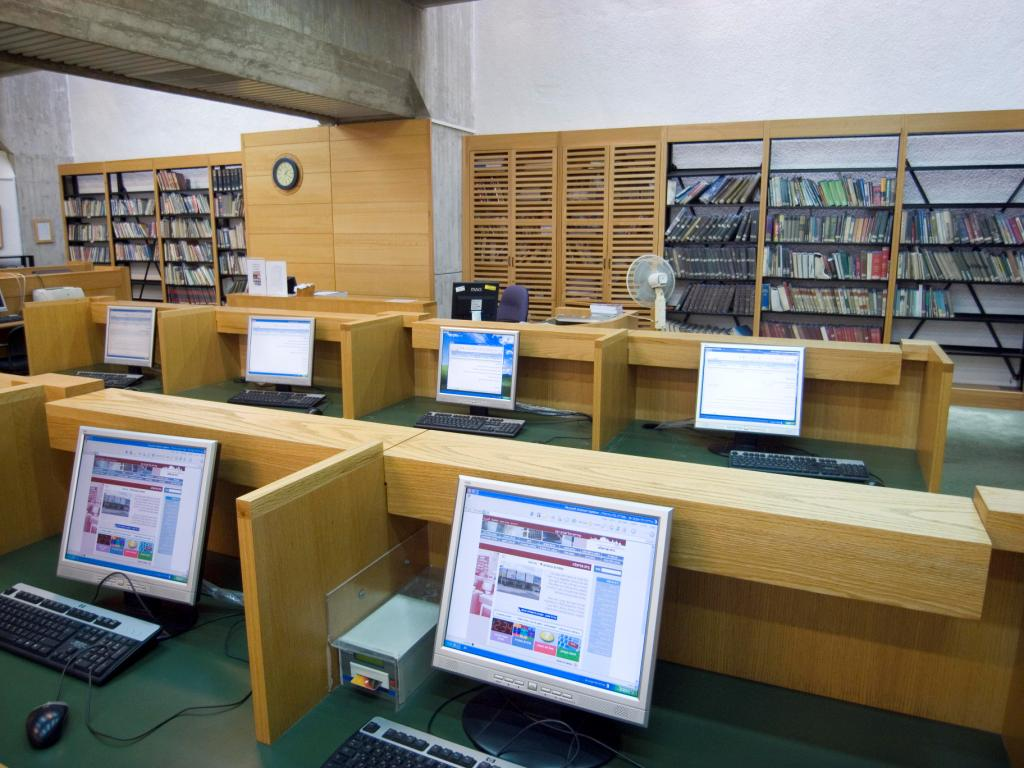
Справочно-библиографический отдел

Специализированные отделы библиотеки Бейт Ариэла:
Отдел газет. Отдел содержит собрание газет на иврите от самых первых изданий до наших дней. 
Библиотека Ахад ха-Ам — редкие и уникальные издания по темам: образование, история Израиля, общины в диаспоре, еврейская литература, книги по искусству, коллекция изданий с авторскими дарственными надписями, пасхальные легенды.
Помимо книг, в библиотеке Ахад ха-Ам есть три архива:
— Архив Ахад ха-Ам, который включает в себя мемориальный кабинет Ахад ха-Ама; его личные книги, мебель и вещи. Особую ценность представляют семейные документы и фотографии, личная переписка Ахад ха-Ама и его портреты, написанные различными художниками;
— Архив Генриха Леве;
— Коллекция Шварца, которая содержит около 5000 документов, писем, рукописей, фотографий и визитных карточек известных людей Израиля. Коллекция принадлежала Якову Шварцу (1900—1980), затем она перешла в распоряжение муниципалитета Тель-Авива и курируется апотропусом.
Библиотека Рамбам — научная религиозная библиотека, предоставляющая своим читателям в пользование около 100 тысяч книг, а также компьютерные базы данных.
Отдел визуального материала. Собрание содержит более полумиллиона фотографий, открыток, репродукций, рисунков, карикатур, рекламных буклетов, каталогов, брошюр и листовок, представленных в трёх категориях: люди, страны мира и общие темы.
Израильский Архив балета и Библиотека балета — центральное в Израиле хранилище информации по истории балета. Архив содержит более 2000 папок с архивными документами, свыше 8000 книг, журналы, видеозаписи и другие носители информации по теме: израильский и зарубежный балет — с начала XX века и до наших дней.
Театральный архив, носящий имя Иегуды Габая — большая коллекция документальных материалов по истории израильского и еврейского театра: афиши и программки спектаклей, макеты театральных декораций, пьесы, личные архивы театральных деятелей, фотографии и альбомы.